# Guimry

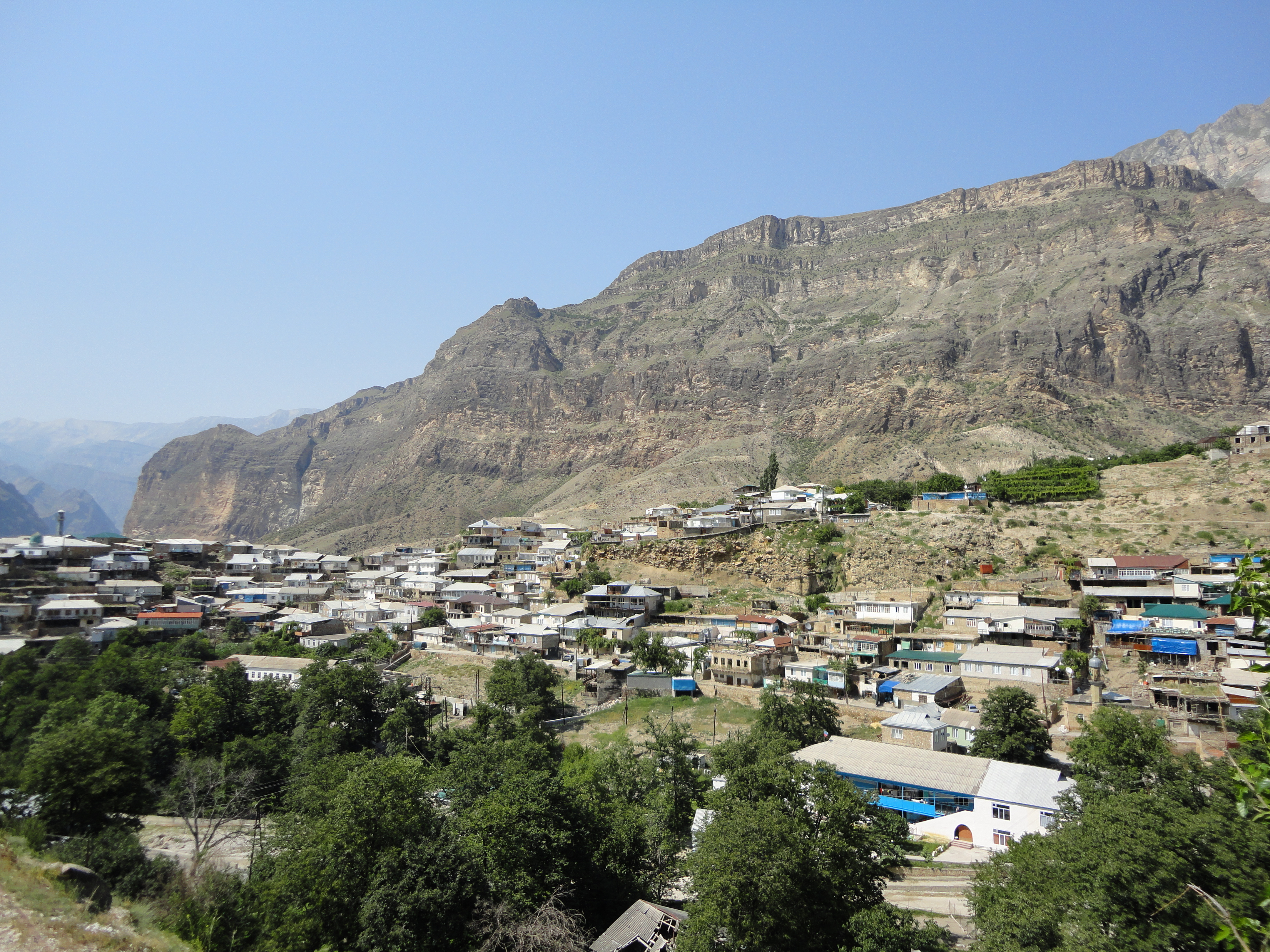
Vue de Guimry

Guimry (en russe : Гимры ; en avar : Генуб ; en koumyk : Гьамри) est un aoul du Daghestan (fédération de Russie) situé à flanc de montagne dans le raïon (district) d'Ountsoukoul. C'est le village natal de Chamil, imam qui combattit l'armée impériale russe au XIXe siècle.

## Géographie
Le village de Guimry se trouve au pied des monts Guimry et au bord de la rivière Avar-Koïssou, à une quinzaine de kilomètres de l'Akhoulgo.

## Population
Guimry comptait 3 362 habitants en 2002, presque tous des Avars sunnites.
| 1888  | 1895  | 1926* | 1939* | 1970* |
| ----- | ----- | ----- | ----- | ----- |
| 1 125 | 1 125 | 1 156 | 1 489 | 1 615 |

| 1989* | 2002* | 2010* | 2012  | 2013  |
| ----- | ----- | ----- | ----- | ----- |
| 1 984 | 3 362 | 4 654 | 4 721 | 4 785 |

| 2014  | 2015  | 2016  | 2017  | 2018  |
| ----- | ----- | ----- | ----- | ----- |
| 4 835 | 4 904 | 4 963 | 5 016 | 5 081 |

| 2019  | 2020  | 2021* | - | - |
| ----- | ----- | ----- | - | - |
| 5 119 | 5 150 | 5 168 | - | - |

## Histoire

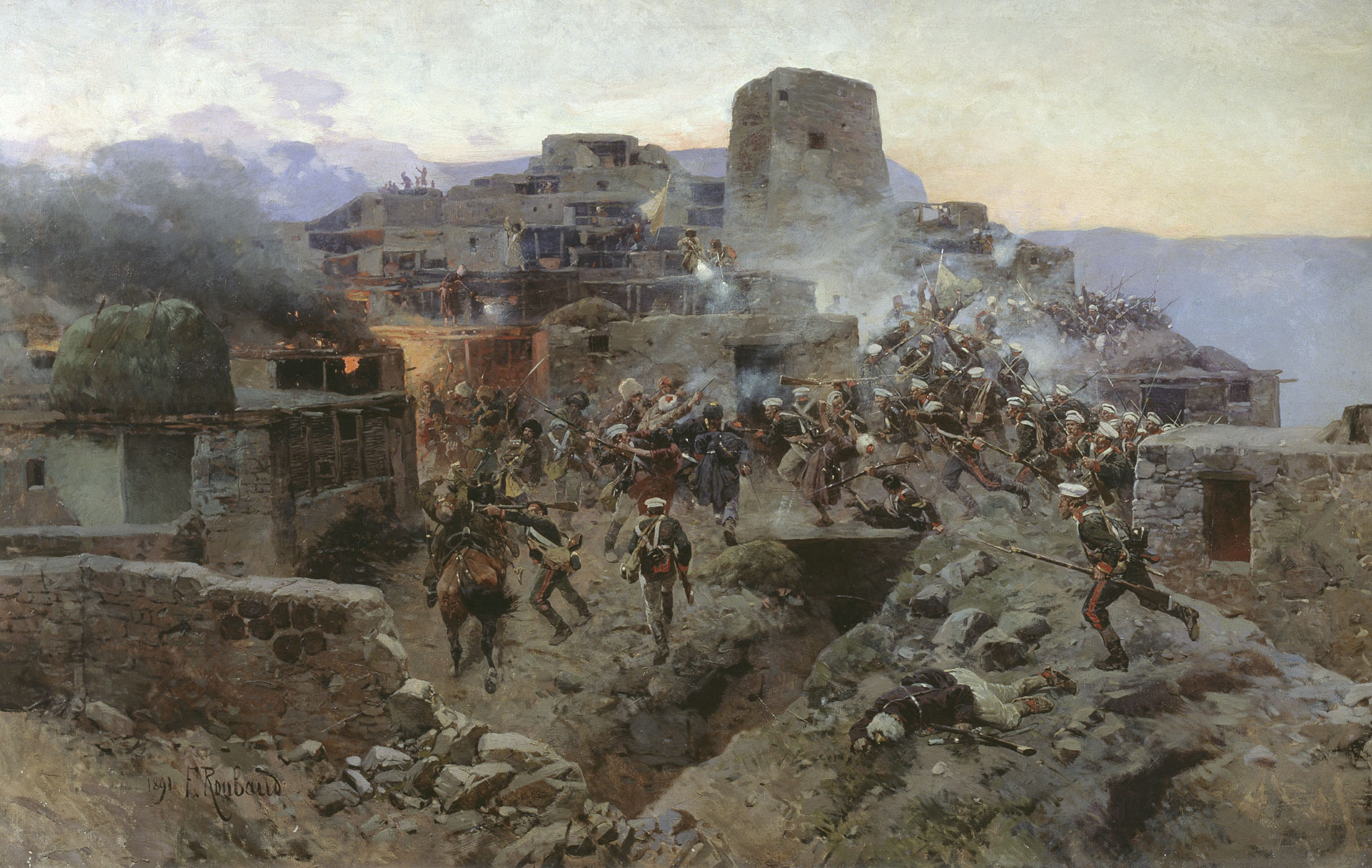
Prise de Guimry en 1832 (tableau de Franz Roubaud en 1891).

L'endroit est habité depuis quatre cents ans. Le professeur Rassoul Magomedov considère que l'aoul était la capitale d'une principauté avare dénommée As-Sarir. Cependant cette opinion est contredite par d'autres historiens, comme Timour Aïtberov, qui estime que Guimry n'en était pas la capitale.
Guimry a été prise le 17 octobre 1832 par les troupes russes du général von Rosen. L'imam Mohammed Ghazi à la tête de troupes de mourids, dont le futur imam Chamil, est tué après avoir appelé au djihad contre les Russes. La plupart des villageois s'installent ensuite dans les villages d'Arkas et de Manassaoul.
Cette zone est agitée depuis les années 1990 par des troubles islamistes séparatistes. Le 15 décembre 2007, le député de l'Assemblée nationale du Daguestan, Gazimagomed Magomedov, a été assassiné ici. La police fouille de nombreuses maisons à la recherche d'éventuels salafistes. Le 10 janvier 2012, des unités des troupes armées de la fédération de Russie ont bloqué Guimry avec couvre-feu de huit heures du soir à sept heures du matin, provoquant le mécontentement de la population. Le 13 janvier suivant, des disputes ont éclaté entre soldats et la jeunesse masculine locale, les soldats tirant en l'air pour se dégager. Les soldats quittent le village le 15 janvier.

## Personnalités nées à Guimry
- Chamil (1797-1871)
- Mohammed Ghazi (1795-1832)